# The Evil Within 2
The Evil Within 2 (in Japan PsychoBreak 2, jap. サイコブレイク2, Saikobureiku 2) ist der Nachfolger des Survival-Horror-Computerspiels The Evil Within.
Das Computerspiel wurde von Tango Gameworks entwickelt und von Bethesda Softworks am 13. Oktober 2017 veröffentlicht. Es erschien für die Plattformen Windows, PlayStation 4 und Xbox One auf Englisch, Deutsch und in vielen anderen Sprachen.

## Handlung
Drei Jahre nach den Geschehnissen in der Beacon-Nervenklinik ist Sebastian Castellanos nicht mehr beim Krimson City Police Departement. Seine Tochter Lily kam bei einem Brand im Haus der Familie mitsamt ihrem Kindermädchen zu Tode, seine Frau ist verschwunden und Castellanos, den immer wieder dunkle Visionen plagen, dem Alkohol verfallen. In einer Bar spürt ihn seine Ex-Kollegin Juli Kidman auf, die immer noch für die Organisation MOBIUS arbeitet. Sie offenbart ihm, dass Lily noch am Leben ist und MOBIUS ihren Tod nur vorgetäuscht hat, um sich des Mädchens anzunehmen und es als Kern im neuen STEM-System zu verwenden. Inmitten dieses Systems wird Union, eine idyllische Kleinstadt, simuliert. Da jedoch vor einiger Zeit der Kontakt zu Lily und den im System befindlichen Mitarbeitern abgerissen war, bittet Kidman den neue Hoffnung schöpfenden Vater im Auftrag des mysteriösen Administrators um Hilfe bei der Suche nach dem Mädchen in Union.
In Union angekommen, findet der in einer geheimen Anlage der Organisation unter den wachsamen Augen Kidmans in einer Badewanne liegende Sebastian schnell heraus, dass der Ort bevölkert ist von grausam entstellten Mutanten und anderen gefährlichen Kreaturen, allesamt ehemalige „Bewohner“ und Angestellte. Im Laufe seines Höllenritts begegnet Sebastian dem wahnsinnigen Fotografen Stefano Valentini, welcher das System infiltriert hat und Lily für sich benutzen will, den MOBIUS-Agenten Hoffman, Sykes, O’Neal und Torres, der Geistererscheinung Anima, dem fanatischen „Priester“ Father Theodore und schließlich auch seiner Frau Myra, die sich ebenfalls MOBIUS anschloss, um ihre Tochter zu retten.
Während die Agenten Hoffman, Sykes, O’Neal und Torres Sebastian mehr oder weniger hilfreich zur Seite stehen und nach und nach sterben, liegt es an Sebastian, sich seinen Dämonen zu stellen und Stefano, die Anima und Father Theodore zur Strecke zu bringen. Schließlich mutiert sogar Myra zu einer riesenhaften Kreatur, der Matriarchin, welche sich in Liebe zu ihrer Tochter voller Hass dem sich zu oft nicht kümmernden Vater entgegenstellt. Durch deren Tod kommt Myra wieder zu Sinnen und hilft ihrem Mann schließlich, indem sie zurückbleibt und sich opfert, um als neuer Kern das System von innen heraus zu zerstören. Dies führt zum Tod aller in der Forschungseinrichtung befindlichen Mitarbeiter, inklusive des Administrators, da diese mittels eines Chips im Nacken mental mit dem STEM-System verbunden waren. Kidman überlebt als Einzige, da sie sich schon vor einiger Zeit als Teil ihres Plans, MOBIUS zu vernichten, ihren Chip entfernt hatte. Vater und Tochter trennen sich schließlich nach der Flucht aus dem Albtraum von der Frau, das Schicksal der drei Charaktere ist ungewiss.
In einer Videosequenz nach den Credits kann man in der mittlerweile verlassenen MOBIUS-Einrichtung beobachten, dass sich das STEM-System wieder aktiviert, was implizieren könnte, dass Myra als Kern innerhalb des Systems noch existiert.

## Gameplay
Das Spiel enthält eine Einzelspieler-Kampagne, in welcher der Spieler den Ex-Polizisten Sebastian Castellanos durch die Third-Person-Perspektive steuert. Um zu überleben, muss der Spieler die Spielwelt rennend, schleichend und kämpfend durchwandern.
Die Spielwelt ist dynamisch aufgebaut, so dass sich diese an die Aktionen des Spielers anpasst. Der Spieler muss Spritzen und Medizinpacks finden, um sein Leben wiederherzustellen. Der Spieler kann grünes Gel sammeln, welches an zahlreichen Stellen im Spiel zu finden ist. Ebenso lässt sich an wenigen Orten rotes Gel sammeln.
Anders als im ersten Teil ist es möglich, Level auf verschiedenen Wegen abzuschließen oder auch nicht für den Fortschritt relevante Gegner nicht anzugreifen. Oftmals erhält man aber gerade durch das Töten sogenannter Unterbosse große Mengen grünen Gels oder beispielsweise dringend benötigte Teile für den Flammenwerfer. Auch ist es erstmals möglich, sich im Freien inmitten von Hecken vor Gegnern, welche die Witterung aufgenommen haben, zu verstecken.
Der neu eingeführte Communicator ermöglicht neben der Ansicht von Bereichskarten auch den Zugriff auf gefundene Dokumente und kann darüber hinaus Sammelgegenstände sowie sogenannte Resonance points, welche Aufschluss über das Schicksal diverser ehemaliger Bewohner geben, in der Spielwelt markieren.
Der Spieler erhält im Laufe des Spiels ein Messer, einen Revolver, eine Pistole, eine Magnum, drei verschiedene Schrotflinten, ein Scharfschützengewehr, ein Sturmgewehr, einen Flammenwerfer und die sogenannte Qualen-Armbrust. Die Armbrust verschießt verschiedene Pfeile, welche die Gegner einfrieren, blenden, elektrisch schocken oder explodieren lassen oder sie mit Harpunen verletzen können. Anders als im Vorgänger können innerhalb der Spielwelt verschiedenste Rohstoffe gefunden werden, mittels derer sich an Werkbänken sämtliche Munition und auch Heilgegenstände herstellen lassen. Ferner ist es möglich, mithilfe von gefundenen Waffenteilen die Attribute der Waffen zu verbessern.
Sebastian kann an einigen Stellen im Spiel durch einen Spiegel an einen Rückzugsort gelangen, welcher dem Polizeirevier von Krimson City nachempfunden ist. Hier kann er in der Welt gefundene Dias ansehen, eine Werkbank benutzen, in Form eines Minispiels zwei verschiedene Schießstand-Wettbewerbe absolvieren, mit Schlüsseln an den Inhalt aus mehreren Schließfächern gelangen oder bei Schwester Tatiana die eigenen Attribute verbessern. Nur in Sebastians Büro und in einigen wenigen Abschnitten, die auch Spiegel enthalten, ist es dem Spieler möglich, seinen Fortschritt zu speichern und vor den Angriffen der Gegner sicher zu sein.

## Entwicklung
Die Produktion begann bereits im März 2015, kurz nachdem das Team die Arbeiten am ersten DLC des Vorgängers abgeschlossen hatte. Shinji Mikami nahm nur mehr als Produzent teil, wohingegen John Johanas als Lead Director eingesetzt wurde. Im Rahmen von Bethesdas Pressekonferenz auf der Electronic Entertainment Expo 2017 im Juli wurde das Spiel offiziell vorgestellt.

### Synchronisation
| Rolle                 | Englischer Sprecher  | Deutscher Sprecher  |
| --------------------- | -------------------- | ------------------- |
| Sebastian Castellanos | Marqus Bobesich      | Sascha Rotermund    |
| Juli Kidman           | Meg Saricks          | Simona Pahl         |
| Liam O’Neal           | Jesse LeNoir         | Lars Schmidtke      |
| Stefano Valentini     | Rafael Goldstein     | Martin Sabel        |
| Yukiko Hoffman        | Ying Sayun           | Dorothee Sturz      |
| Theodore Wallace      | Ron Sewer            | Marios Gavrilis     |
| Julian Sykes          | Hari Williams        | Erik „Gronkh“ Range |
| Esmeralda Torres      | Crash Barrera        | Verena Wolfien      |
| Tatiana Gutierrez     | Laura Downes         | Anne Moll           |
| Lily Castellanos      | Kiara Lisette Gamboa |                     |
| Myra Castellanos      | Elizabeth Saydah     | Dagmar Dreke        |
| Der Administrator     | Richard Neil         | Mario Hassert       |

## Rezeption
Die PC-Version des Spiels wurde deutlich positiver aufgenommen als beim Vorgänger, während die Fassungen für Konsolen laut dem Review-Aggregator Metacritic etwa gleich gute Wertungen wie der Vorgänger erhielten.
Es wurde neben den Verbesserungen seitens Tango Gameworks unter anderem eine bessere Spielbarkeit, die offenere Spielwelt, welche zum Erkunden einlade und die rund 15-stündige Länge der Kampagne gelobt, aber auch, dass The Evil Within 2 das Genre des Survival Horrors in sich „verstanden“ hätte. Kritik gab es für eine weitaus weniger bedrohliche und gruselige Atmosphäre, frustrierende „Trial and Error“-Momente sowie einige klischeebehaftete Handlungselemente.